# Blaubeuren

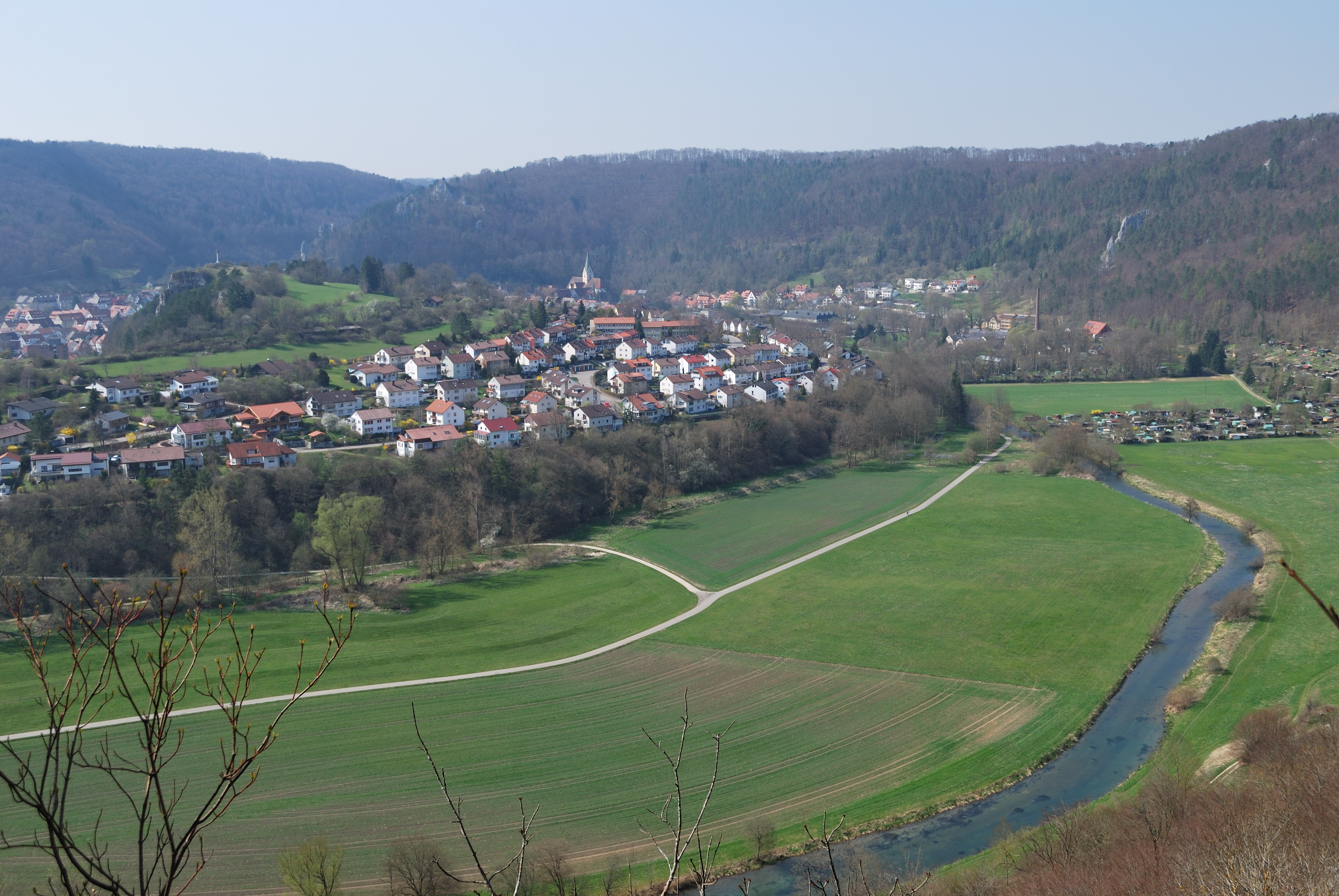
Blick auf Blaubeuren und das Blautal vom Rusenschloss

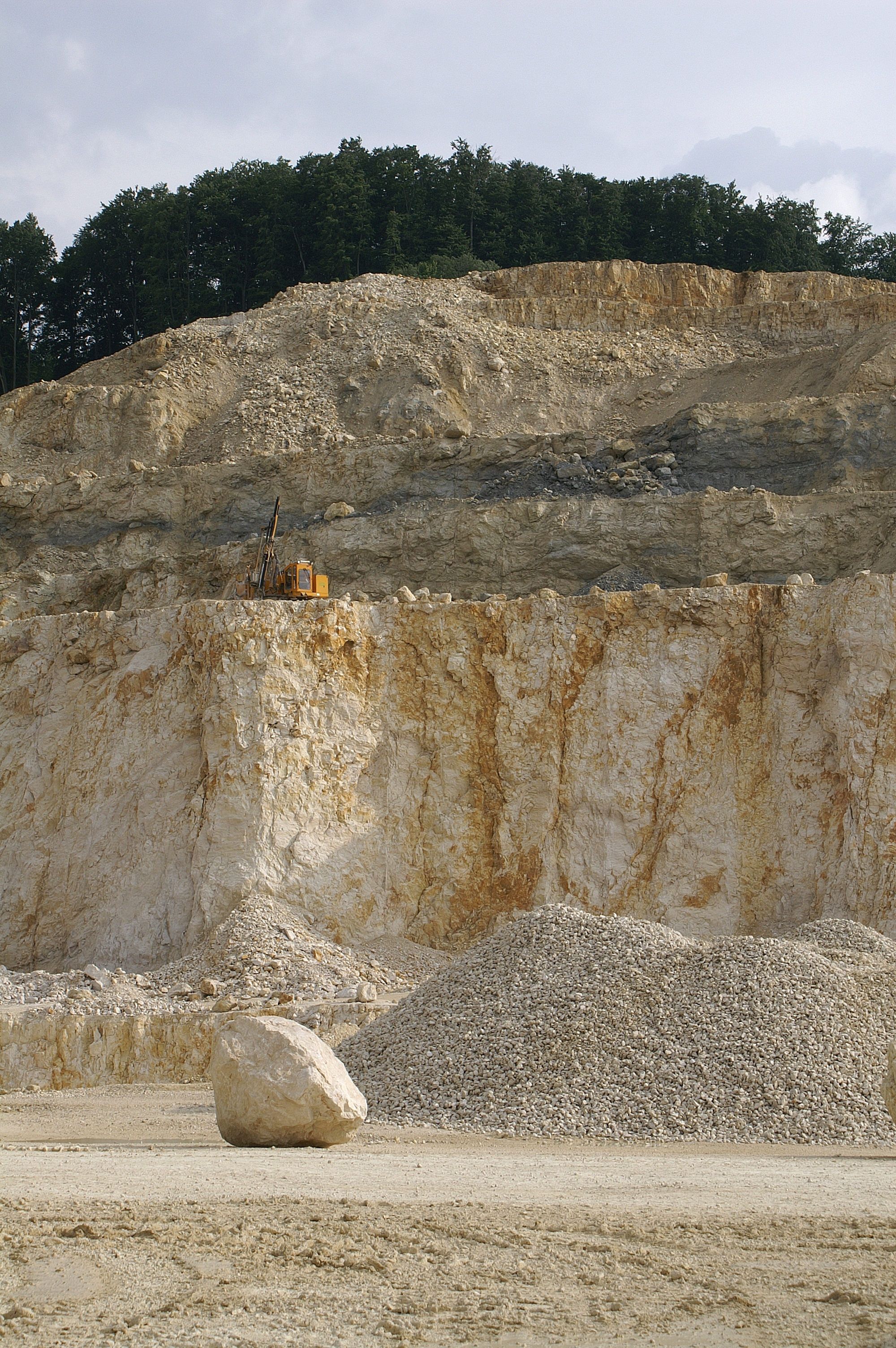
Der Steinbruch bei Gerhausen ist ein Info-Punkt des Geoparks Schwäbische Alb

Blaubeuren ist eine Stadt im Alb-Donau-Kreis im Osten von Baden-Württemberg.

## Geographie

### Geographische Lage
Die Kernstadt Blaubeuren liegt am Fuße der Schwäbischen Alb, 16 Kilometer westlich von Ulm. Die bei der Gebietsreform 1975 eingemeindeten heutigen Ortsteile Seißen mit Wennenden und der Steigziegelhütte sowie Sonderbuch, Asch und die Hessenhöfe befinden sich nördlich auf der Hochebene der Schwäbischen Alb, die Dörfer Beiningen, Erstetten und Pappelau südlich auf dem Hochsträß. Gerhausen sowie der Hauptort Blaubeuren liegen im Blautal. Der im Aachtal gelegene Stadtteil Weiler ist, wie auch Gerhausen, weitgehend mit dem Hauptort Blaubeuren zusammengewachsen.

### Nachbargemeinden
Die Stadt grenzt im Norden an den Ortsteil Suppingen der Stadt Laichingen und an Berghülen, im Osten an Blaustein, im Süden an Ulm und Erbach und im Westen an die Stadt Schelklingen und die Gemeinde Heroldstatt.

### Stadtgliederung
Die Stadt Blaubeuren besteht aus den Ortsteilen Gerhausen, Asch, Beiningen, Pappelau, Erstetten, Seißen, Sonderbuch und Weiler mit der Kernstadt Blaubeuren und 18 weiteren Dörfern, Weilern, Höfen und (Einzel-)Häusern, darunter Altental, Sotzenhausen und Wennenden.

### Schutzgebiete
In Blaubeuren liegen die Naturschutzgebiete Rabensteig und Untere Hellebarten. Im Nordosten hat die Stadt zudem Anteil am Naturschutzgebiet Kleines Lautertal. Die Flächen um den Rabensteig sind auch als Bannwald ausgewiesen, das Kleine Lautertal als Schonwald. Einige Landschaftsteile auf dem Stadtgebiet wurden als Landschaftsschutzgebiet Blaubeuren ausgewiesen. Die Stadt hat überdies Anteile an den FFH-Gebieten Tiefental und Schmiechtal und Blau und Kleine Lauter sowie am Vogelschutzgebiet Täler der Mittleren Flächenalb.

## Geschichte

### Vorgeschichte
Im Blau- und Aachtal in der Nachbarschaft von Blaubeuren befinden sich mehrere Höhlen mit bedeutenden archäologischen Fundstellen eiszeitlicher Jäger und Sammler (Jungpaläolithikum). Genannt seien die Brillenhöhle, der Hohle Fels (bei Schelklingen) und das Geißenklösterle. Funde und Grabungsergebnisse werden heute im Urgeschichtlichen Museum präsentiert.

### Mittelalter
Bereits in alemannischer Siedlungszeit (6./7. Jahrhundert) bestand eine Siedlung Beuren an der Blau, am Rucken wurden Grabstätten aus dieser Zeit gefunden. Hier bestand auch schon früh eine Johannes dem Täufer geweihte Kapelle. Die Keimzelle der heutigen Stadt ist jedoch das um 1085 von den Grafen von Tübingen am Blautopf gegründete Benediktinerkloster Blaubeuren, das von Mönchen aus dem Kloster Hirsau bezogen wurde. Das Kloster förderte den Zuzug von Handwerkern und Dienstleuten und besaß das Marktrecht, so dass sich um das Kloster rasch eine weltliche Gemeinde entwickelte, die bei ihrer ersten Erwähnung in zwei am 24. Dezember 1267 ausgestellten Urkunden bereits als befestigte Stadt im Besitz der Pfalzgrafen von Tübingen erscheint.
1282 wurde die Stadt durch die Heirat einer Tochter (Agnes) des Grafen Rudolf I. der Scheerer von Tübingen-Herrenberg mit Graf Ulrich II. von Helfenstein an die Grafen von Helfenstein vererbt. Dessen Sohn Ulrich III. verkaufte die Stadt am 28. August 1303 an die Herzöge von Österreich, erhielt sie jedoch umgehend als Erblehen zurück. Die Ortsherrschaft blieb bei den Grafen von Helfenstein, bis diese sie (nach mehreren Verpfändungen ab 1384) im Jahr 1447 an die Grafen von Württemberg verkauften.

### Württembergische Zeit

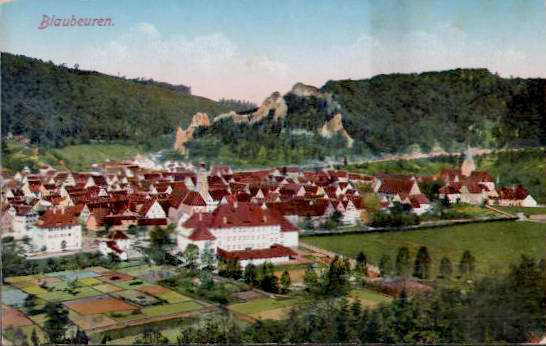
Blaubeuren um 1900

Bereits im 14. Jahrhundert ist eine Stadtschule nachgewiesen, 1418 wurde das Marktrecht durch König Sigismund erweitert und danach ein Rathaus (Kaufhaus) am Markt errichtet, um 1425 wurde das Spital gegründet. In württembergischer Zeit nach 1447 wurde die Stadt zum Sitz des Amts Blaubeuren und erhielt damit eine wichtige Verwaltungsfunktion für die umliegenden Orte. Württemberg reformierte auch die städtische Verwaltung, so dass neben dem Bürgermeister in der Mitte des 15. Jahrhunderts auch erstmals ein mit Bürgern besetzter Rat erscheint.
Die Reformation wurde 1534/35 ohne große Schwierigkeiten durchgeführt. Infolgedessen wurde das Kloster aufgehoben und in eine evangelische Klosterschule umgewandelt, die im seit 1817 bestehenden evangelischen Seminar, einem altsprachlichen Gymnasium, fortbesteht. Die geistlichen Pfründeinkünfte fielen an den württembergischen Herzog, das Spital wurde 1537 der Stadt übertragen. Um 1540 erlangte die Stadt das Monopol zum Eisen- und Salzhandel, 1608 wurde das Marktrecht um zwei weitere Märkte erweitert.
Im Verlauf des Dreißigjährigen Krieges beanspruchte die in Innsbruck regierende Erzherzogin Claudia von Österreich-Tirol Kloster, Stadt und Amt Blaubeuren. Kaiser Ferdinand III, räumte ihr diese Besitzungen 1637 ein. Das Kloster wurde der katholischen Kirche zurückerstattet und erneut von Mönchen bewohnt. Nach 1635 war der Ort Schauplatz von Kampfhandlungen und wurde teilweise verwüstet. Nach 1637 versuchte die österreichische Herrschaft, gegen den Willen der Bevölkerung, den katholischen Glauben zu restituieren. Nach dem Westfälischen Frieden von 1648 wurde Blaubeuren an das Herzogtum Württemberg zurückgegeben.

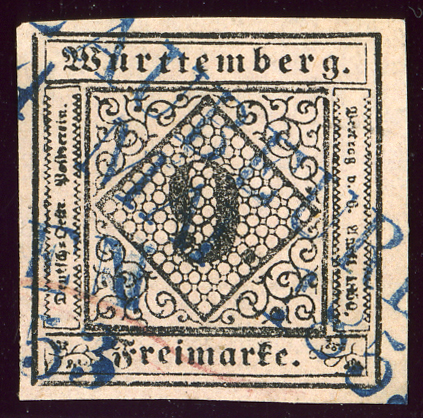
Blaubeuren im Königreich Württemberg, 1853

Bis zum Ende des Heiligen Römischen Reiches (1806) war Blaubeuren Grenzstadt des Herzogtums und gleichzeitig Amtsstadt (später Oberamt). Das Oberamt Blaubeuren (vergleichbar einem Landkreis) existierte während der Zeit des Königreichs und Volksstaates Württemberg weiter bis 1934 und wurde dann unter der Bezeichnung Kreis Blaubeuren fortgeführt. 1938 wurde dieser im Zuge einer Verwaltungsreform in der NS-Zeit aufgelöst; seine Gemeinden wurden größtenteils wie Blaubeuren selbst dem Landkreis Ulm zugeschlagen.
Bis Anfang des 19. Jahrhunderts wuchs Blaubeuren nicht über die mittelalterliche Stadtmauer hinaus. Das änderte sich erst 1830, als diese im Zuge der Industrialisierung teilweise abgetragen wurde. Im Zentrum standen dabei die Ausbeutung der Kalkvorkommen im Blautal und die damit verbundene Ansiedlung der Zementindustrie Mitte des 19. Jahrhunderts. Zu einer weiteren Ausdehnung der Stadt, diesmal nach Süden, kam es nach 1868, als mit der Eröffnung des Bahnhofs Blaubeuren an der Bahnstrecke Ulm–Sigmaringen der Königlich Württembergischen Staats-Eisenbahnen angeschlossen wurde. 1934 wurde der Nachbarort Gerhausen eingemeindet.

### Zementfabrik

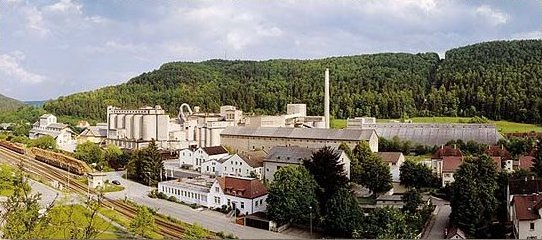
Ehemalige Zementfabrik der Familie Spohn

Unter Führung der 1875 von Julius Spohn gegründeten „Cementfabrik Blaubeuren Gebrüder Spohn“ schlossen sich 1903 die süddeutschen Zementfabriken zu einem Kartell zusammen. Im folgenden Jahr erfolgte die Umwandlung des Blaubeurer Zementwerks in eine Aktiengesellschaft, der Portland-Zement Blaubeuren Gebrüder Spohn AG. Diese wurde 1938 mehrheitlich von der Portland-Zementwerke Heidelberg AG (der späteren HeidelbergCement AG, jetzt Heidelberg Materials AG) übernommen. Die vollständige Integration in den Heidelberger Zementkonzern erfolgte 1966. Mit dem ersatzlosen Abbruch des unrentabel gewordenen Zementwerks 1998/1999 durch die HeidelbergCement AG endete die Geschichte Blaubeurens als bedeutender Standort der europäischen Zementindustrie.

### Nachkriegszeit
1945 geriet Blaubeuren als Teil des Landkreises Ulm in die Amerikanische Besatzungszone und gehörte somit zum neu gegründeten Land Württemberg-Baden, das 1952 im jetzigen Bundesland Baden-Württemberg aufging. 1973 erfolgte die Kreisreform in Baden-Württemberg, bei der Blaubeuren zum Alb-Donau-Kreis kam.
Im Zuge der Gemeindegebietsreform in Baden-Württemberg wurden am 1. Januar 1974 die bis dahin selbstständigen Gemeinden Asch und Sonderbuch sowie am 1. Januar 1975 die Gemeinden Beiningen, Pappelau, Seißen und Weiler eingemeindet.

## Politik

### Gemeinderat
In Blaubeuren wird der Gemeinderat nach dem Verfahren der unechten Teilortswahl gewählt. Dabei kann sich die Zahl der Gemeinderäte durch Überhangmandate verändern. Der Gemeinderat in Blaubeuren hat nach der letzten Wahl 24 Mitglieder (verändert). Die Kommunalwahl am 9. Mai 2024 führte zu folgendem vorläufigen Endergebnis. Der Gemeinderat besteht aus den gewählten ehrenamtlichen Gemeinderäten und dem Bürgermeister als Vorsitzendem. Der Bürgermeister ist im Gemeinderat stimmberechtigt.
Bei der Unechten Teilortswahl ist die Gemeinde in sieben Wahlbezirke unterteilt, die nach der baden-württembergischen Gemeindeordnung als Wohnbezirke bezeichnet werden, wobei zum Teil mehrere Ortsteile zu einem Wohnbezirk zusammengefasst sind. Zudem sind sechs Ortschaften (Asch, Beiningen, Pappelau, Seißen, Sonderbuch und Weiler) im Sinne der baden-württembergischen Gemeindeordnung mit jeweils eigenem Ortschaftsrat und Ortsvorsteher als dessen Vorsitzender eingerichtet. Die Ortschaftsräte der Ortschaften Pappelau und Seißen werden entsprechend dem System der Unechten Teilortswahl gewählt und die beiden Ortschaften sind dafür ebenfalls in Wohnbezirke unterteilt.
| Parteien und Wählergemeinschaften | Parteien und Wählergemeinschaften           | % 2024 | Sitze 2024 | % 2019 | Sitze 2019 | % 2014 | Sitze 2014 | Kommunalwahl 2024 %403020100 35,8 %27,7 %17,6 %17,3 %1,6 % FWCDUSPDGrüneFDPGewinne und Verlusteim Vergleich zu 2019 %p 8 6 4 2 0 −2 −4 −6+1,0 %p+6,5 %p−3,2 %p−5,9 %p+1,6 %pFWCDUSPDGrüneFDP |
| FW                                | Freie Wähler                                | 35,8   | 9          | 34,8   | 9          | 39,5   | 10         | Kommunalwahl 2024 %403020100 35,8 %27,7 %17,6 %17,3 %1,6 % FWCDUSPDGrüneFDPGewinne und Verlusteim Vergleich zu 2019 %p 8 6 4 2 0 −2 −4 −6+1,0 %p+6,5 %p−3,2 %p−5,9 %p+1,6 %pFWCDUSPDGrüneFDP |
| CDU                               | Christlich Demokratische Union Deutschlands | 27,7   | 7          | 21,2   | 5          | 25,1   | 6          | Kommunalwahl 2024 %403020100 35,8 %27,7 %17,6 %17,3 %1,6 % FWCDUSPDGrüneFDPGewinne und Verlusteim Vergleich zu 2019 %p 8 6 4 2 0 −2 −4 −6+1,0 %p+6,5 %p−3,2 %p−5,9 %p+1,6 %pFWCDUSPDGrüneFDP |
| SPD                               | Sozialdemokratische Partei Deutschlands     | 17,6   | 4          | 20,8   | 5          | 19,5   | 5          | Kommunalwahl 2024 %403020100 35,8 %27,7 %17,6 %17,3 %1,6 % FWCDUSPDGrüneFDPGewinne und Verlusteim Vergleich zu 2019 %p 8 6 4 2 0 −2 −4 −6+1,0 %p+6,5 %p−3,2 %p−5,9 %p+1,6 %pFWCDUSPDGrüneFDP |
| GRÜNE                             | Bündnis 90/Die Grünen                       | 17,3   | 4          | 23,2   | 6          | 15,9   | 4          | Kommunalwahl 2024 %403020100 35,8 %27,7 %17,6 %17,3 %1,6 % FWCDUSPDGrüneFDPGewinne und Verlusteim Vergleich zu 2019 %p 8 6 4 2 0 −2 −4 −6+1,0 %p+6,5 %p−3,2 %p−5,9 %p+1,6 %pFWCDUSPDGrüneFDP |
| FDP                               | Freie Demokratische Partei                  | 1,6    | 0          | 0      | 0          | 0      | 0          | Kommunalwahl 2024 %403020100 35,8 %27,7 %17,6 %17,3 %1,6 % FWCDUSPDGrüneFDPGewinne und Verlusteim Vergleich zu 2019 %p 8 6 4 2 0 −2 −4 −6+1,0 %p+6,5 %p−3,2 %p−5,9 %p+1,6 %pFWCDUSPDGrüneFDP |
| gesamt                            | gesamt                                      | 100    | 24         | 100,0  | 25         | 100,0  | 25         | Kommunalwahl 2024 %403020100 35,8 %27,7 %17,6 %17,3 %1,6 % FWCDUSPDGrüneFDPGewinne und Verlusteim Vergleich zu 2019 %p 8 6 4 2 0 −2 −4 −6+1,0 %p+6,5 %p−3,2 %p−5,9 %p+1,6 %pFWCDUSPDGrüneFDP |
| Wahlbeteiligung                   | Wahlbeteiligung                             | 60,5 % | 60,5 %     | 57,3 % | 57,3 %     | 50,5 % | 50,5 %     | Kommunalwahl 2024 %403020100 35,8 %27,7 %17,6 %17,3 %1,6 % FWCDUSPDGrüneFDPGewinne und Verlusteim Vergleich zu 2019 %p 8 6 4 2 0 −2 −4 −6+1,0 %p+6,5 %p−3,2 %p−5,9 %p+1,6 %pFWCDUSPDGrüneFDP |

### Bürgermeister
Bürgermeister der Stadt Blaubeuren ist Jörg Seibold. Die erste Amtszeit des Diplom-Verwaltungswirts (FH) und Diplom-Verwaltungswissenschaftlers begann am 3. Juli 2002. Er setzte sich am 21. April 2002 im ersten Wahlgang mit 67,3 % gegen drei Mitbewerber durch und trat damit die Nachfolge von Georg Hiller an, der das Amt 24 Jahre innehatte und nicht mehr zur Wahl antrat. 2010 wurde Seibold mit 98,4 % der Stimmen in seinem Amt bestätigt. Bei der Bürgermeisterwahl am 15. April 2018 wurde Jörg Seibold mit 92,3 % der abgegebenen Stimmen wiedergewählt.

### Wappen und Flagge
Die Blaubeurer Stadtfarben sind Blau-Gelb.
| Wappen der der Stadt Blaubeuren | Blasonierung: „In Gold (Gelb) ein blau gekleideter Mann mit grünem Kranz im Haar, in jeder Hand eine aufgerichtete, mit den Sprossen auswärts weisende schwarze Hirschstange haltend.“ |
| Wappen der der Stadt Blaubeuren | Wappenbegründung: Im Jahre 1471 verlieh Kaiser Friedrich III. das Wappen, dessen redende Figur, das tanzende „Blaumännle“, auf goldenem (gelbem) Schildgrund erscheint. Das blaue Bäuerlein wurde zeitweilig auch mit mehr oder weniger gespreizten Beinen stehend, mit schwarzen Stiefeln oder Schuhen sowie blauem oder schwarzem Hut dargestellt. Heute wird es in der Regel in enger Anlehnung an den erhaltenen kaiserlichen Wappenbrief stilisiert. Die württembergischen Hirschstangen erinnern daran, dass Blaubeuren 1447 württembergisch geworden ist. |

### Städtepartnerschaften
Partnerstadt ist seit 1990 Tharandt in Sachsen. Weitere Partnerschaften bestehen mit dem Distrikt Brecknockshire in Powys/Wales (Großbritannien) sowie den Gemeinden Kryštofovo Údolí (Christophsgrund) und Novina (Neuland) in Tschechien.

## Wirtschaft und Infrastruktur

### Unternehmen
Die Unternehmensgruppe Merckle (Pharmaindustrie), hervorgegangen aus der chemisch-pharmazeutischen Fabrik L. Merckle u. Co. GmbH hat ihren Hauptsitz in Blaubeuren.
Ebenfalls in Blaubeuren befindet sich die Firmenzentrale von Centrotherm.

### Verkehr

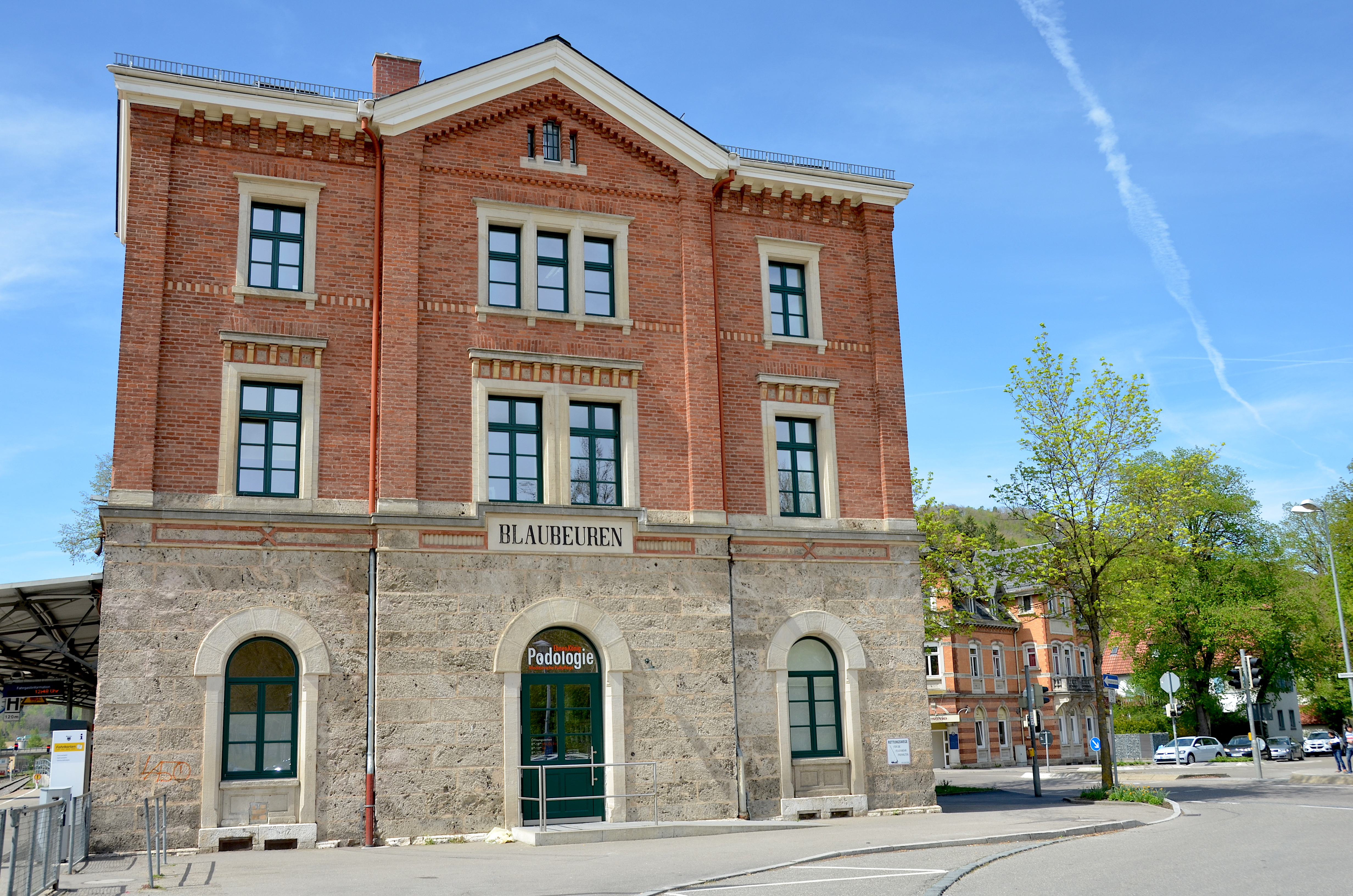
Bahnhof Blaubeuren (2019)

Der Bahnhof Blaubeuren liegt an der Bahnstrecke Ulm–Sigmaringen und ist Regionalexpress-Halt. Im Stunden-Takt verbindet dieser beide Städte an der Donau. Zweistündlich wird über Donaueschingen Neustadt (Schwarzwald) erreicht. Zusätzlich verdichten Züge der Regionalbahn-Linie Ehingen (Donau) – Ulm – Memmingen den Fahrplan. Neben dem Bahnhof Blaubeuren befindet sich im Stadtteil Gerhausen ein Haltepunkt. Blaubeuren gehört dem Donau-Iller-Nahverkehrsverbund (DING) an.
Blaubeuren liegt an der Bundesstraße 28 zwischen Reutlingen und Ulm. In der Stadt beginnt auch die Bundesstraße 492 nach Ehingen. Von Stuttgart oder München aus ist die Stadt über die ca. 12 km Luftlinie entfernte A 8 zu erreichen.
Durch eine Alltagsradroute aus dem Radnetz Baden-Württemberg ist Blaubeuren über den Stadtteil Weiler und über Schelklingen mit Ehingen und in der anderen Richtung über den Stadtteil Gerhausen und über Blaustein mit Ulm verbunden.
Der frühere Radfernweg Alb-Neckar-Radweg wurde durch den Württemberger Tälerradweg abgelöst. Er führt von Crailsheim nach Ulm und weiter über Blaubeuren, Heroldstatt, Laichingen und Göppingen nach Schwäbisch Gmünd.
Im Ortsteil Sonderbuch befindet sich der Flugplatz Blaubeuren (Sonderlandeplatz).

### Religionen

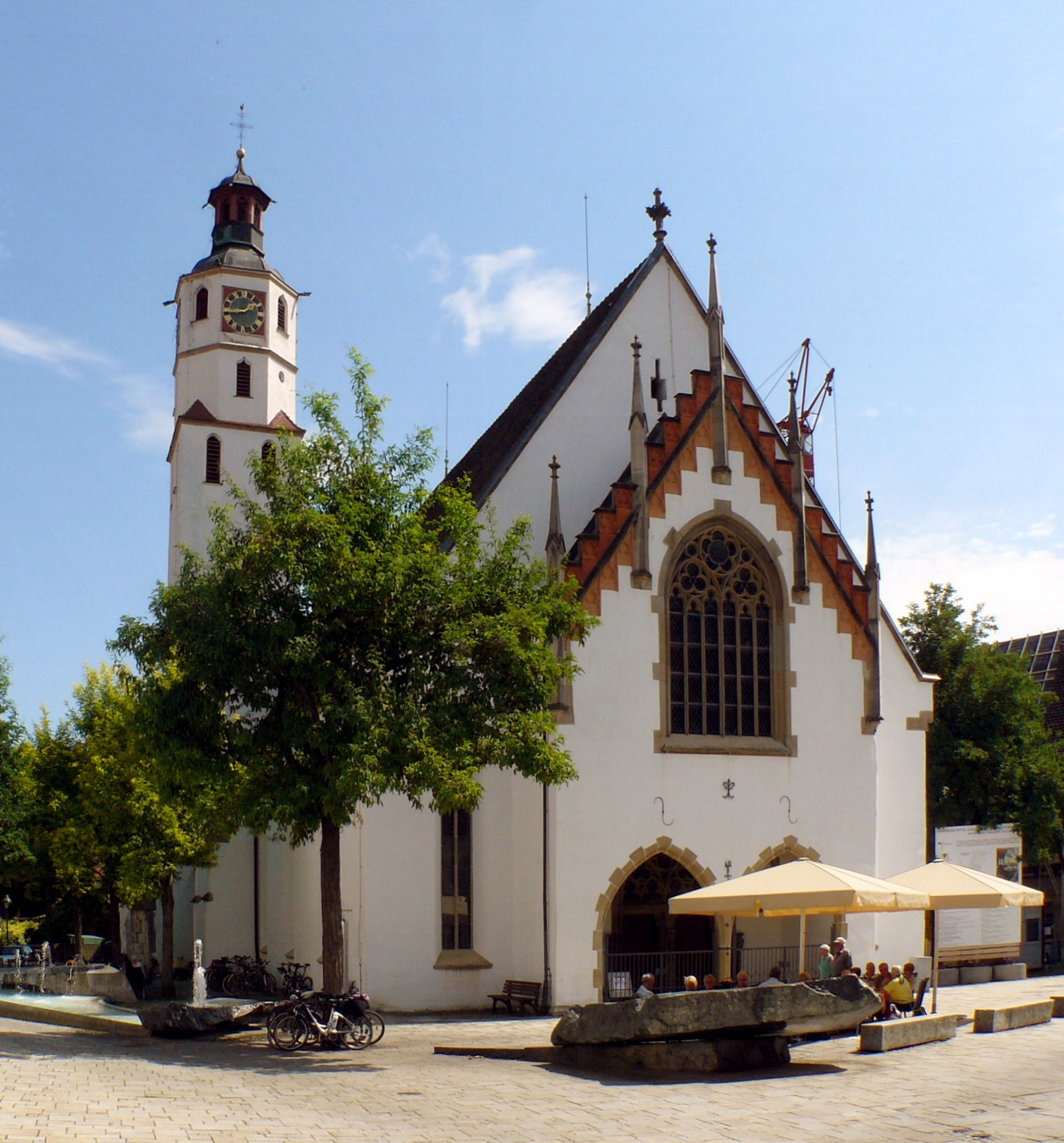
Evangelische Stadtkirche

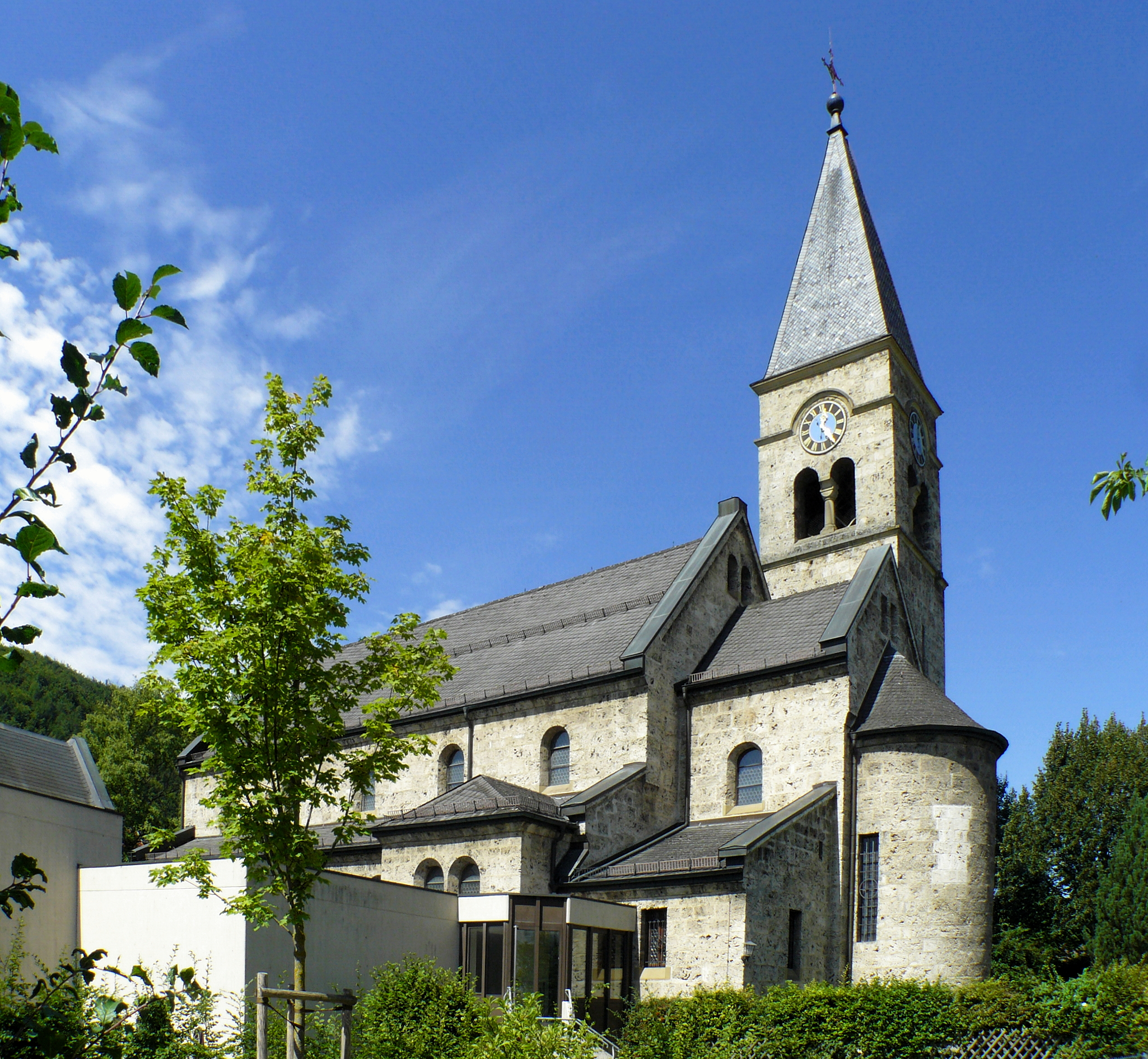
Katholische Mariä-Heimsuchung-Kirche

Blaubeuren ist Sitz des Kirchenbezirks Blaubeuren der Evangelischen Landeskirche in Württemberg. Alle Stadtteile Blaubeurens sind evangelisch geprägt. Es gibt evangelische Kirchengemeinden in Blaubeuren (St. Peter und Paul), Gerhausen, Weiler, Seißen, Sonderbuch, Asch und Pappelau. Erstetten und Beiningen gehören kirchlich zu Pappelau.
In Blaubeuren gibt es die katholische Kirchengemeinde Mariä Heimsuchung mit einer Filialkirche in Gerhausen. Blaubeuren ist am 2. Juli, dem Fest Mariä Heimsuchung, Ziel einer Wallfahrt mit angeblich langer Tradition, die sich auch nach Einführung der Reformation über die Jahrhunderte hindurch erhalten habe.
Auch die Neuapostolische Kirche hat hier eine Gemeinde.
Weitere Freikirchen sind die Ecclesia Blaubeuren (Haus der Hoffnung) und die AlbKirche in Asch welche Teil des BFP sind.
Die muslimische Gemeinde in Blaubeuren, größtenteils türkisch geprägt, entstand nach Migration von Arbeitskräften seit Anfang der 1960er Jahre aus der Türkei. Neben Ehingen und Ulm gehörte Blaubeuren mit der Anfang der 1980er Jahre gegründeten Moscheegemeinde zu den ersten in der Region. Heute gibt es eine muslimische Gebetsstätte sowohl in Blaubeuren als auch im Stadtteil Gerhausen.
Nach Neugründungen von muslimischen Gemeinden in den Nachbarstädten Schelklingen und Erbach dienen die Häuser größtenteils nur noch für die Zwecke der örtlichen muslimischen Bevölkerung.

### Bildungseinrichtungen
- Das Heinrich-Fabri-Institut ist ein geistes- und sozialwissenschaftliches Forschungsinstitut der Eberhard Karls Universität Tübingen.
- Das Joachim-Hahn-Gymnasium Blaubeuren ist ein staatliches Gymnasium mit naturwissenschaftlichem, sprachlichem (Spanisch) und musikalischem Zug (Musik als Kernfach).[14] Seit es einen von der IZBB geförderten Neubau mit Mensa, Bewegungsraum, Technikraum, Raum der Stille und Bibliothek erhielt, bietet es auch offene Ganztagesbetreuung an.
- Das Evangelische Seminar Blaubeuren, ein staatliches altsprachliches Gymnasium mit evangelischem Internat, nutzt bis heute die Räumlichkeiten des Klosters.
- Im Stadtteil Gerhausen befindet sich die Karl-Spohn-Realschule.
- Die ehemalige Werkrealschule Blautopfschule in Blaubeuren ist seit dem Schuljahr 2014/15 eine Gemeinschaftsschule. Die Schule wurde mehrfach ausgezeichnet, unter anderem 2021 mit dem 2. Platz des Deutschen Schulpreis.[15]
- Grundschulen befinden sich in Blaubeuren sowie in den Blaubeurer Stadtteilen Asch, Gerhausen und Seißen.
- Das SBBZ Schöne-Lau-Schule ist eine Förderschule Lernen für Kinder mit erhöhtem Förderbedarf.[16]
- Im Kernort Blaubeuren gibt es eine Musikschule und eine Volkshochschule.
- 1947 wurde in Blaubeuren die erste, heute nicht mehr bestehende, Unterkunft des damals neu gegründeten Christlichen Jugenddorfwerks (CJD) gegründet.

### Sporteinrichtungen
Blaubeuren besitzt ein Hallenbad, ein Freibad (Christian-Schmidbleicher-Freibad) sowie mit der Dieter-Baumann-Sporthalle ein Sportzentrum. Daneben existieren in den Teilorten Gerhausen, Seißen, Asch und Beiningen jeweils Mehrzweckhallen und Sportplätze. In Beiningen gibt es einen Bike-Park.

### Vereine
In Blaubeuren und den Teilorten gibt es viele Vereine; folgende sind besonders mitgliederstark:
- TSV Blaubeuren 1856 e. V.
- TV Gerhausen 1900 e. V.
- Musikverein Stadtkapelle Blaubeuren e. V.
- Turn- und Sportverein Seissen 1928 e. V.

## Kultur und Sehenswürdigkeiten

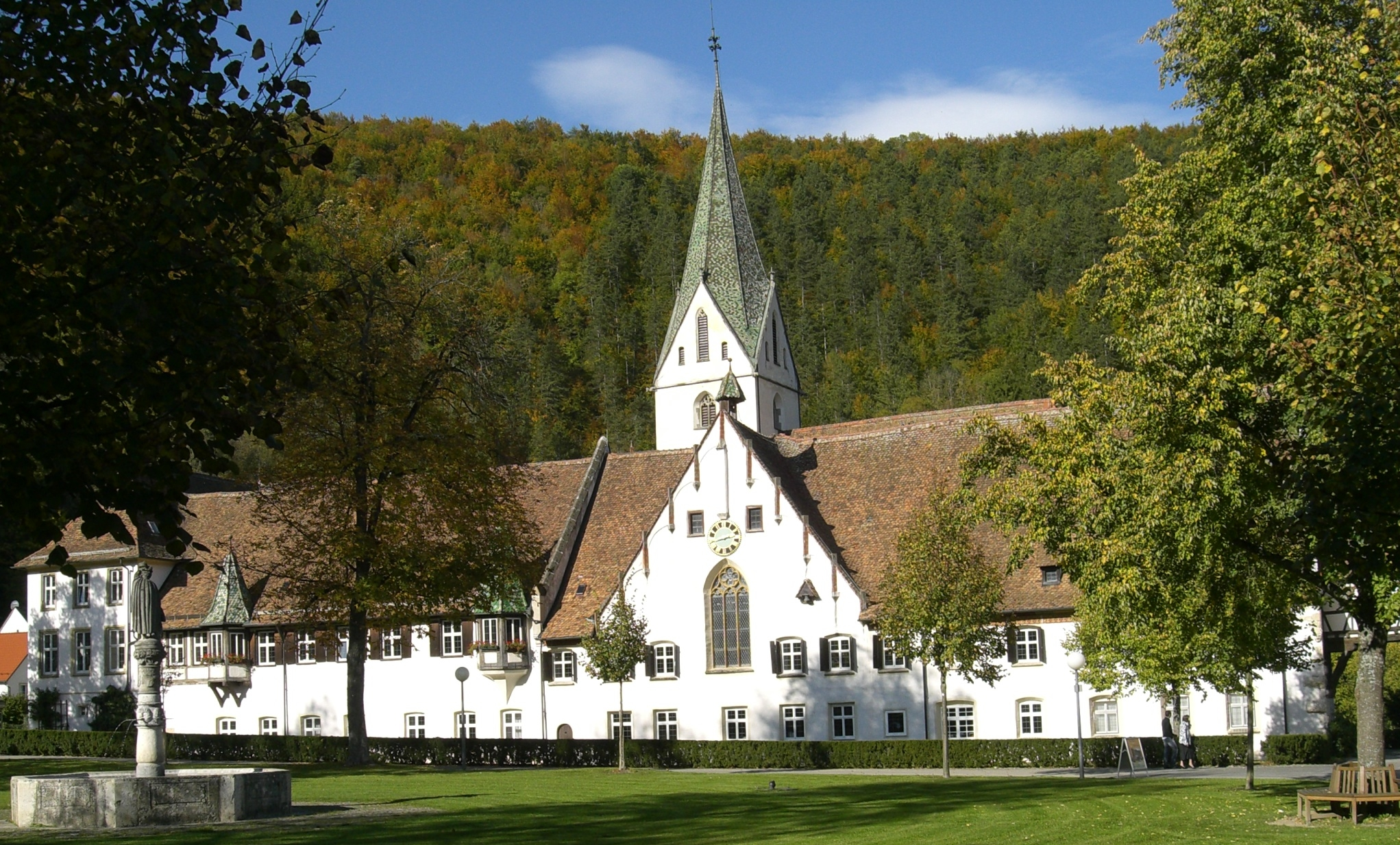
Kloster Blaubeuren

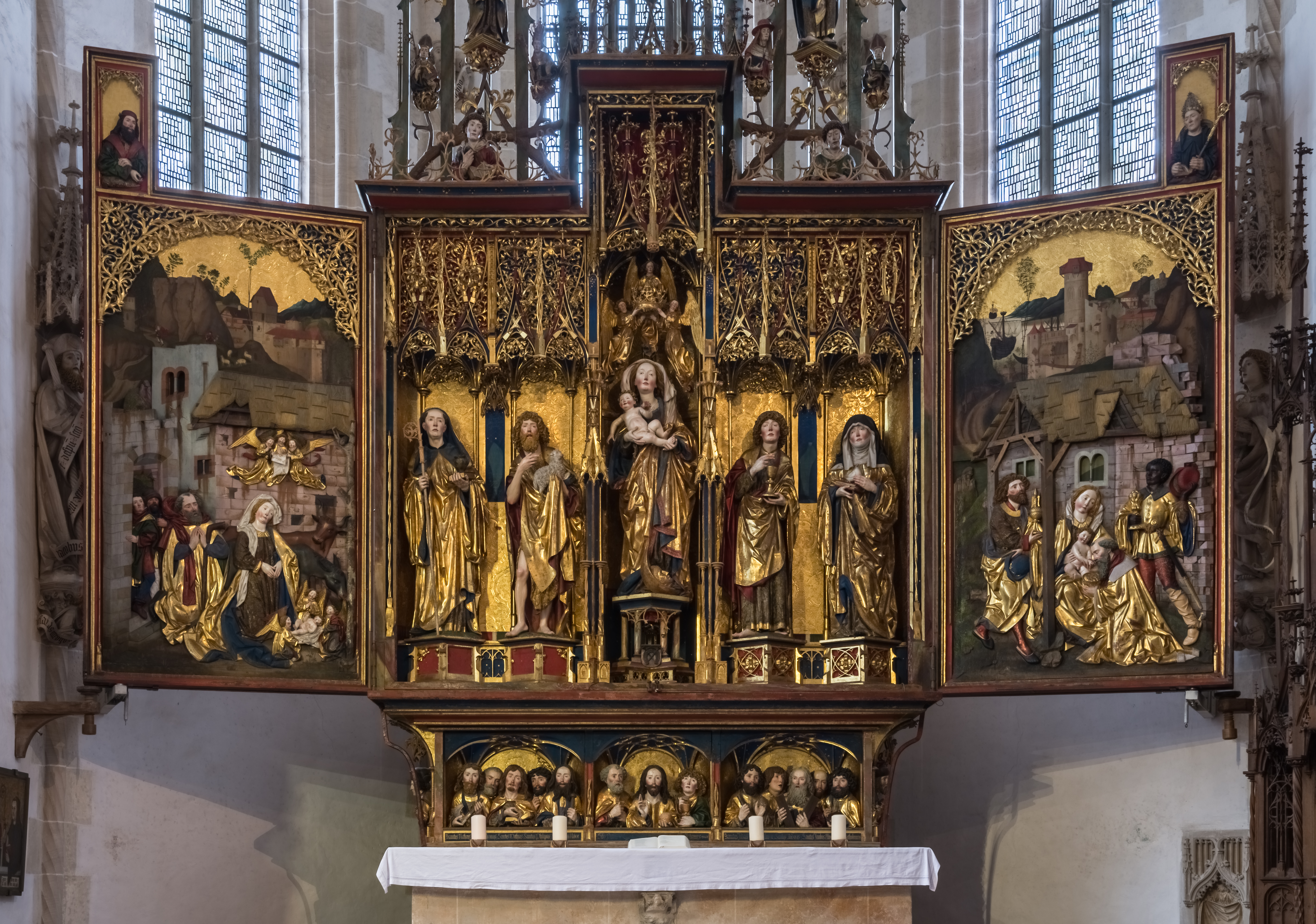
Hochaltar im Kloster

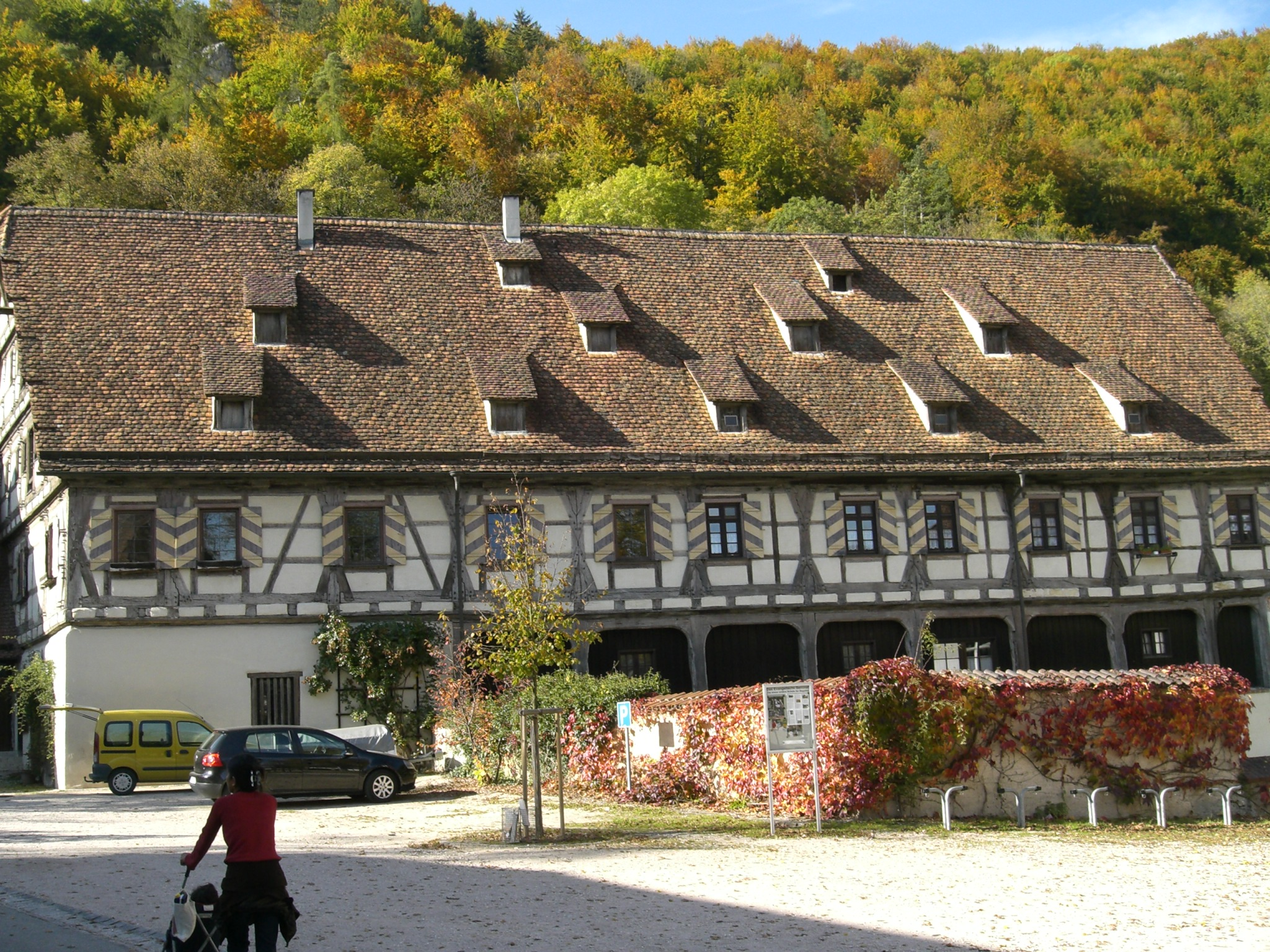
Nebengebäude des Klosters

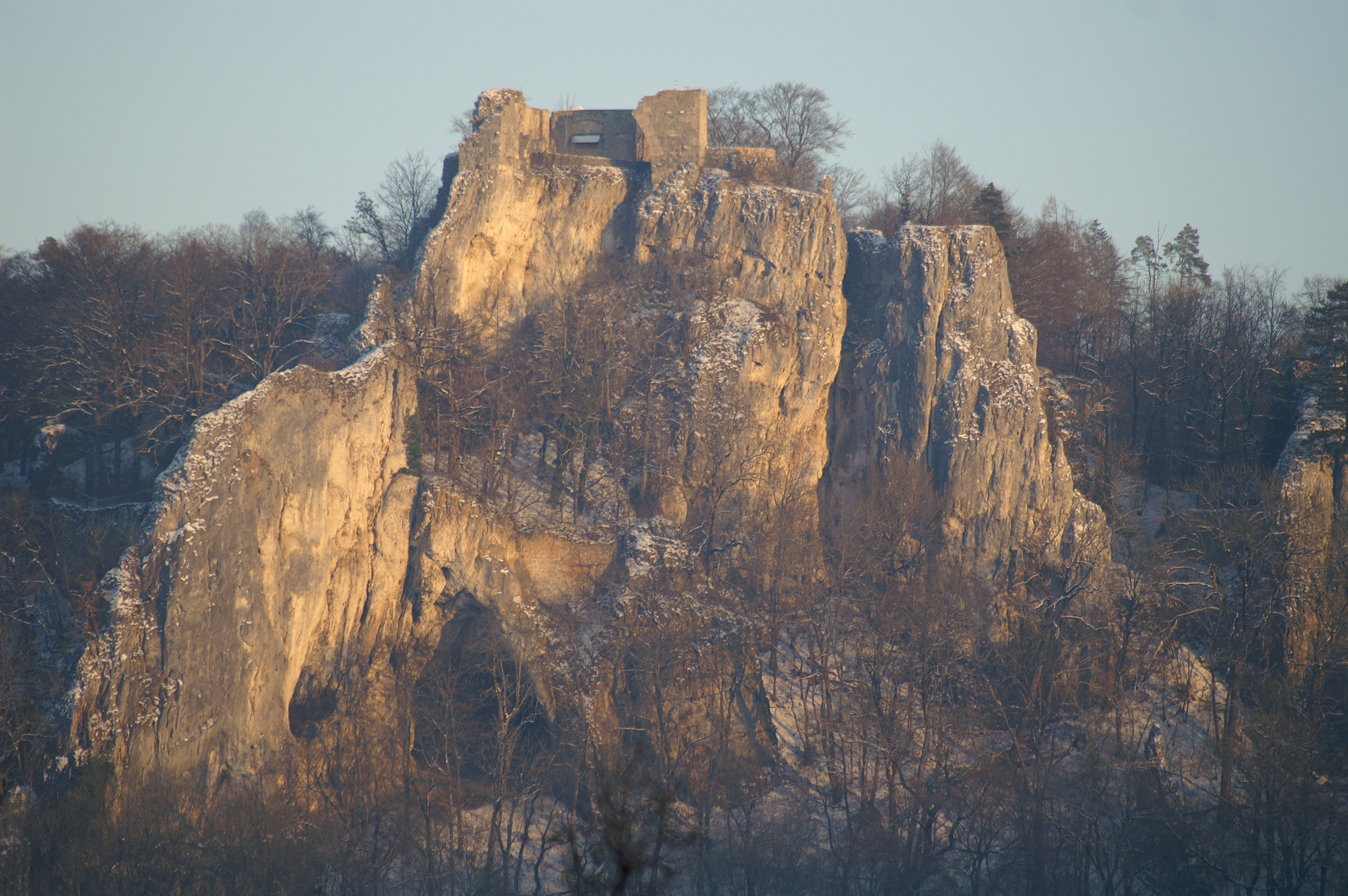
Ruine Hohengerhausen (Rusenschloß) und Große Grotte

Blaubeuren liegt an der Hauptroute der Oberschwäbischen Barockstraße sowie an der südlichsten Strecke der Deutschen Fachwerkstraße. Die gesamte Altstadt ist unter der Bezeichnung Gesamtanlage Altstadt Blaubeuren geschützt.

### Bauwerke
Direkt am Blautopf liegt das 1085 gegründete ehemalige Kloster Blaubeuren. In der Klosterkirche befinden sich ein Hochaltar von 1493 aus der Ulmer Schule und ein gleichaltriges spätgotisches Chorgestühl von Jörg Syrlin dem Jüngeren.
Blaubeuren hat darüber hinaus eine Altstadt mit zahlreichen Fachwerkbauten. Ein großer Gebäudekomplex ist das ehemalige Blaubeurer Spital, wie üblich in der Nähe eines Stadttors (Ulmer Tor) gelegen.
Auf einem felsigen Berg befindet sich das 1926 errichtete „Ruckenkreuz“, ein 8,40 Meter hohes Gedenkkreuz aus Stahlbeton mit einer Spannweite von 2,80 Metern, das an die Gefallenen des Ersten Weltkriegs erinnert.
Im Norden von Gerhausen gibt es einen Monolithen, das „Kriegerdenkmal“, das an die Gefallenen des Zweiten Weltkriegs erinnert.
Im Stadtgebiet liegen die Reste der Burgen Ruck und Blauenstein, Hohengerhausen und Burg Hohenstein (beide Ortsteil Gerhausen), Greifen- oder Günzelburg und Burkartsweiler (beide Ortsteil Seißen), Sirgenstein (Ortsteil Weiler), und schließlich Gleißenburg (Ortsteil Beiningen).

### Museen

#### Urgeschichtliches Museum

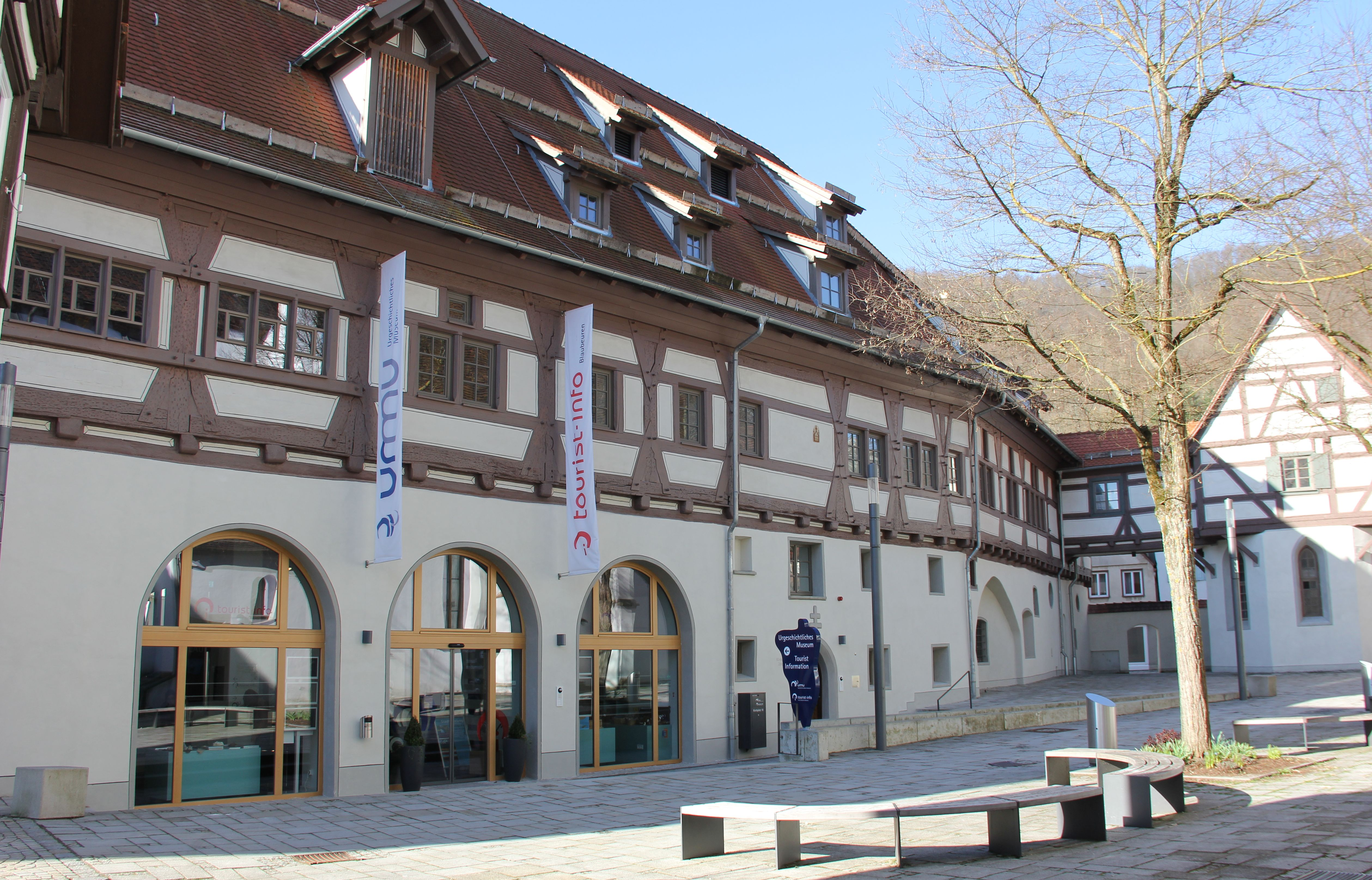
Urgeschichtliches Museum

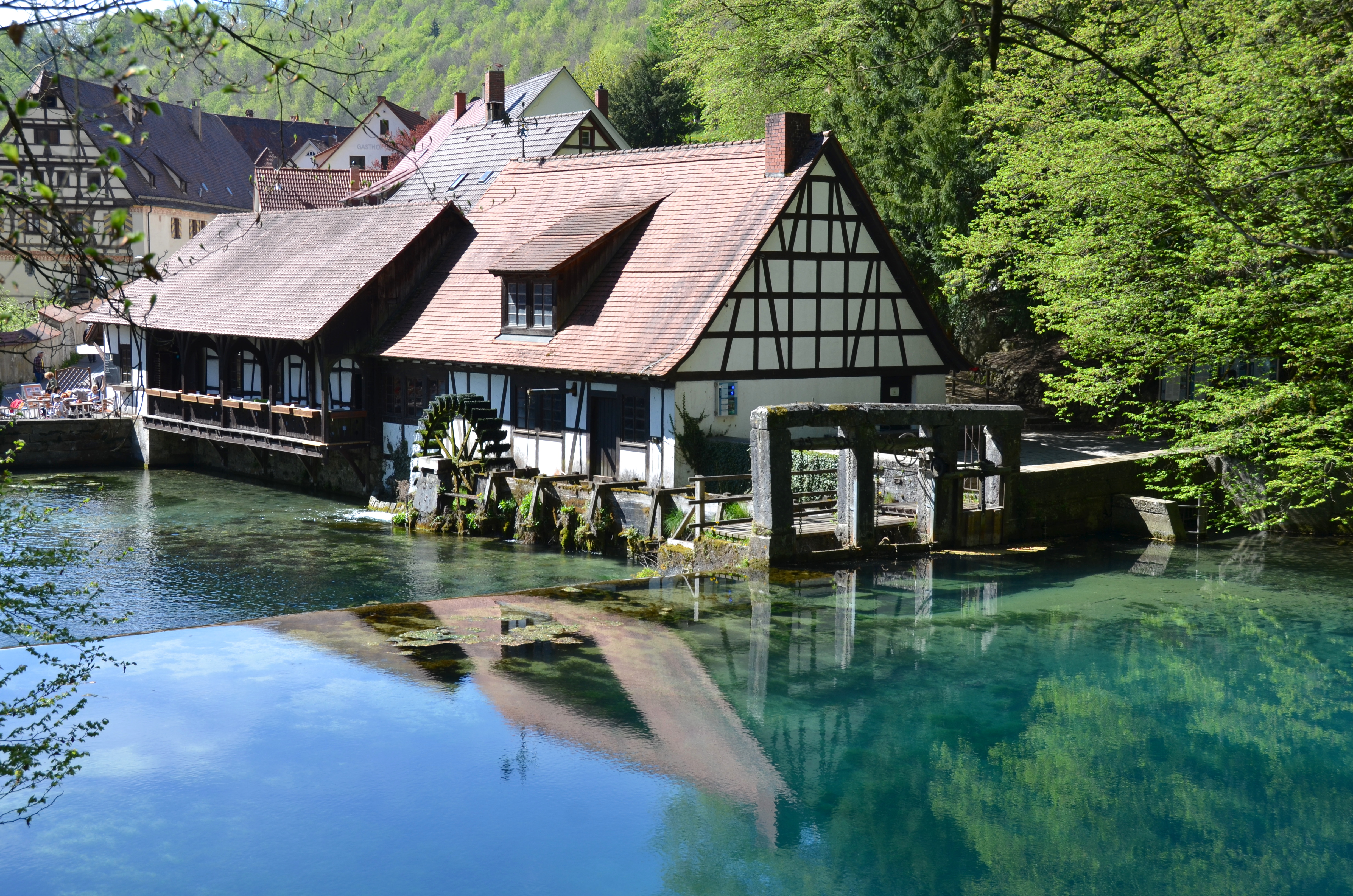
Historische Hammerschmiede (Museum) in Blaubeuren

Das Urgeschichtliche Museum, das mit dem Institut für Urgeschichte der Universität Tübingen verbunden ist, zeigt altsteinzeitliche Funde aus den Höhlen im Achtal. Wissenschaftliche Erkenntnisse, experimentelle Archäologie und moderne Museumsdidaktik finden sich hier unter einem Dach. Die ältesten figürlichen Kunstwerke der Menschheit, gefunden in den Höhlen um Blaubeuren, darunter die „Venus vom Hohlefels“, werden hier moderner Kunst des 20. Jahrhunderts gegenübergestellt. Einer der Höhepunkte des Museums ist die Präsentation von Flöten aus Vogelknochen und Mammutelfenbein, die ältesten bislang gefundenen Musikinstrumente der Welt.

#### Hammermühle
Die Hammermühle enthält ein Hammerwerk, das aus Hartmanns Hammerschmiede in Bad Oberdorf bei Hindelang stammt.

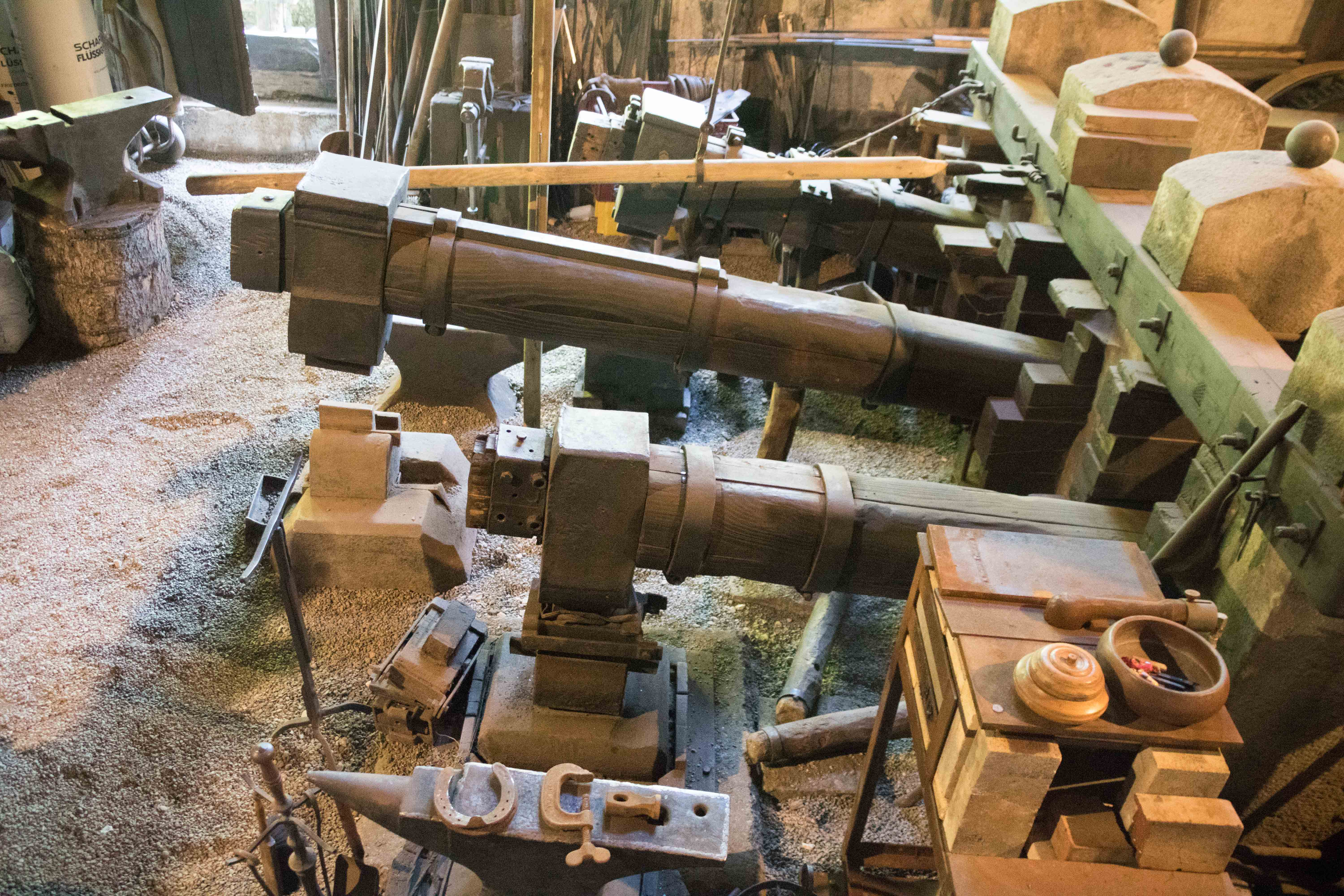
Drei Schwanzhämmer unterschiedlicher Größe

#### Badhaus der Mönche
Das ehemalige Badhaus der Mönche im Klostergelände präsentiert im Untergeschoss die historischen Badeeinrichtungen sowie in den Obergeschossen das Heimatmuseum mit Möbeln und Gegenständen aus Blaubeuren.

#### Schubartstube
Im ehemaligen Amtshaus im Klostergelände befindet sich die literarische Gedenkstätte Schubartstube.

### Naturdenkmäler

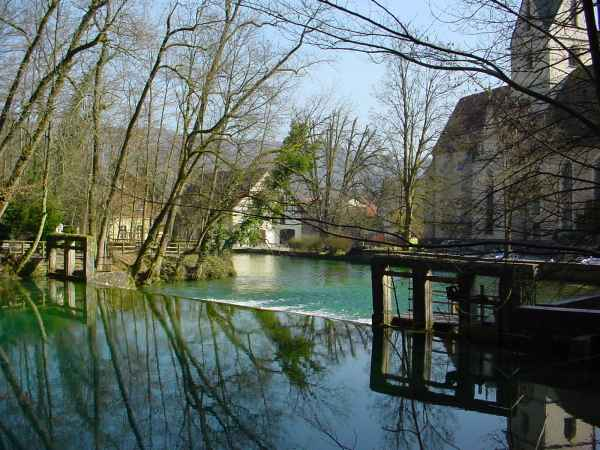
Der Blautopf in Blaubeuren

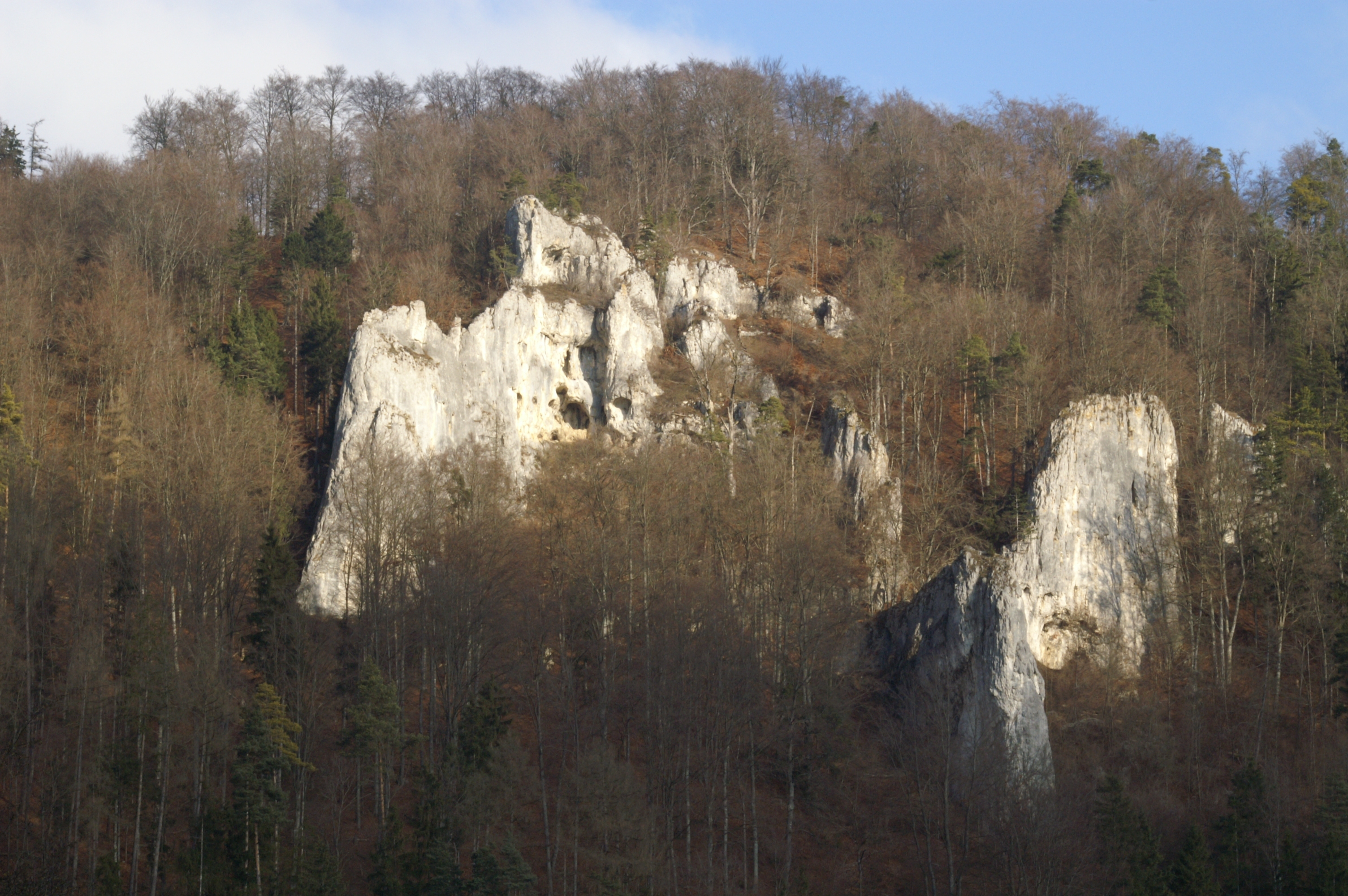
Das Felsenlabyrinth im Achtal

Markanteste Sehenswürdigkeit in Blaubeuren ist der Blautopf, eine Karstquelle, aus der die Blau entspringt. Mit 21 Metern Tiefe ist der Blautopf eine der tiefsten und größten Quellen in Deutschland, aus der zwischen 310 und 32.000 l/s strömen.

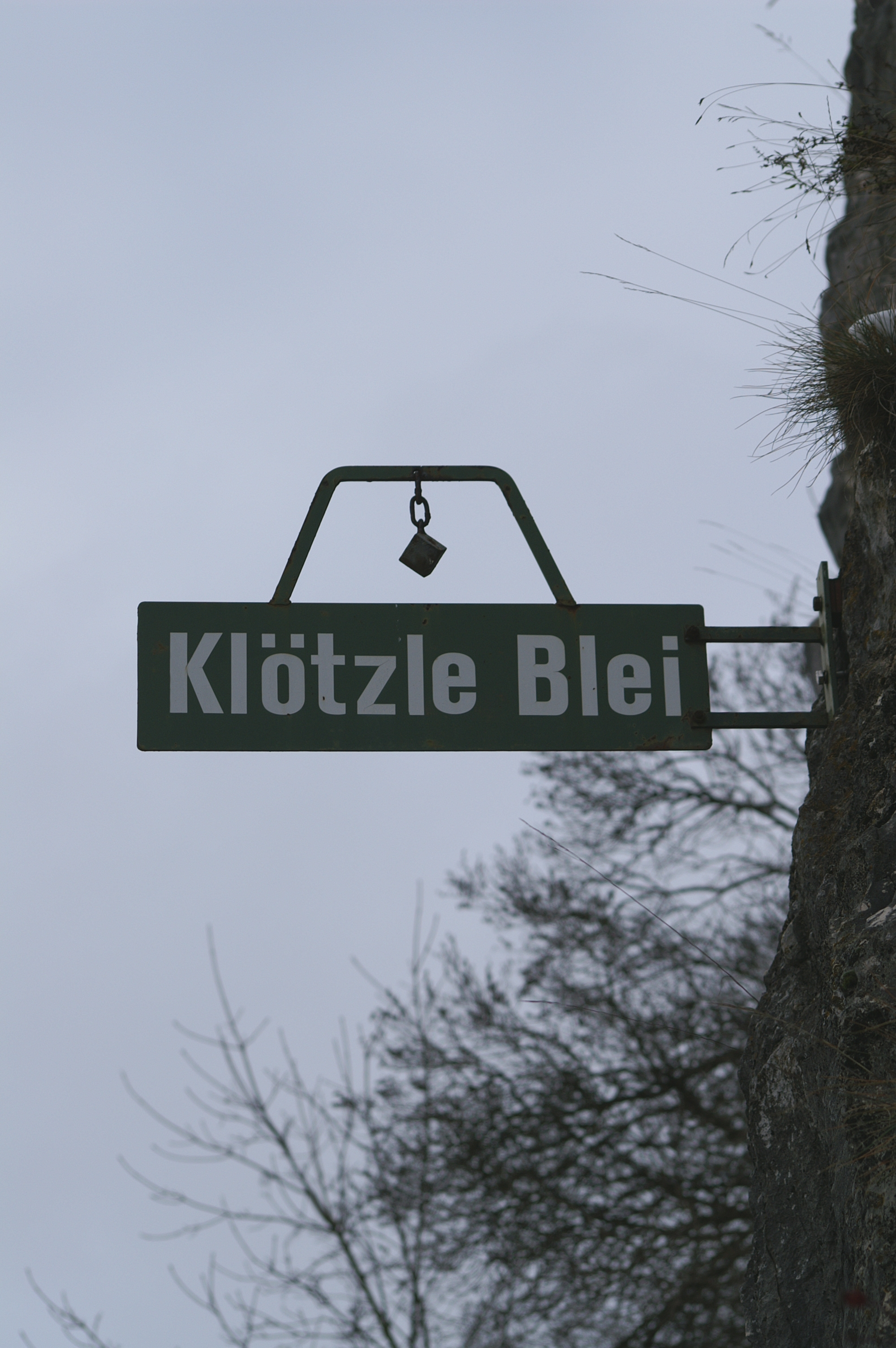
Das Klötzle Blei am markanten Metzgerfelsen

Als Klötzle Blei ist zum einen der Metzgerfelsen in der Stadt und zum andern ein Bleiwürfel bekannt, der an diesem Berg angebracht ist. Bekannt ist der Begriff durch den Zungenbrecher:  ’s leit a Kletzle Blei glei bei Blaubeira – glei bei Blaubeira leit a Kletzle Blei (vgl. Eduard Mörikes Stuttgarter Hutzelmännchen, Geschichte von der Schönen Lau).
Im Achtal bei Weiler zählen das Felsenlabyrinth, das Felsplateau der ehemaligen Günzelburg und das Geißenklösterle zu den geologischen Besonderheiten.
Die Höhlen rund um Blaubeuren mit der ältesten Eiszeitkunst wurden von der Unesco zum Weltkulturerbe ernannt.

### Regelmäßige Veranstaltungen

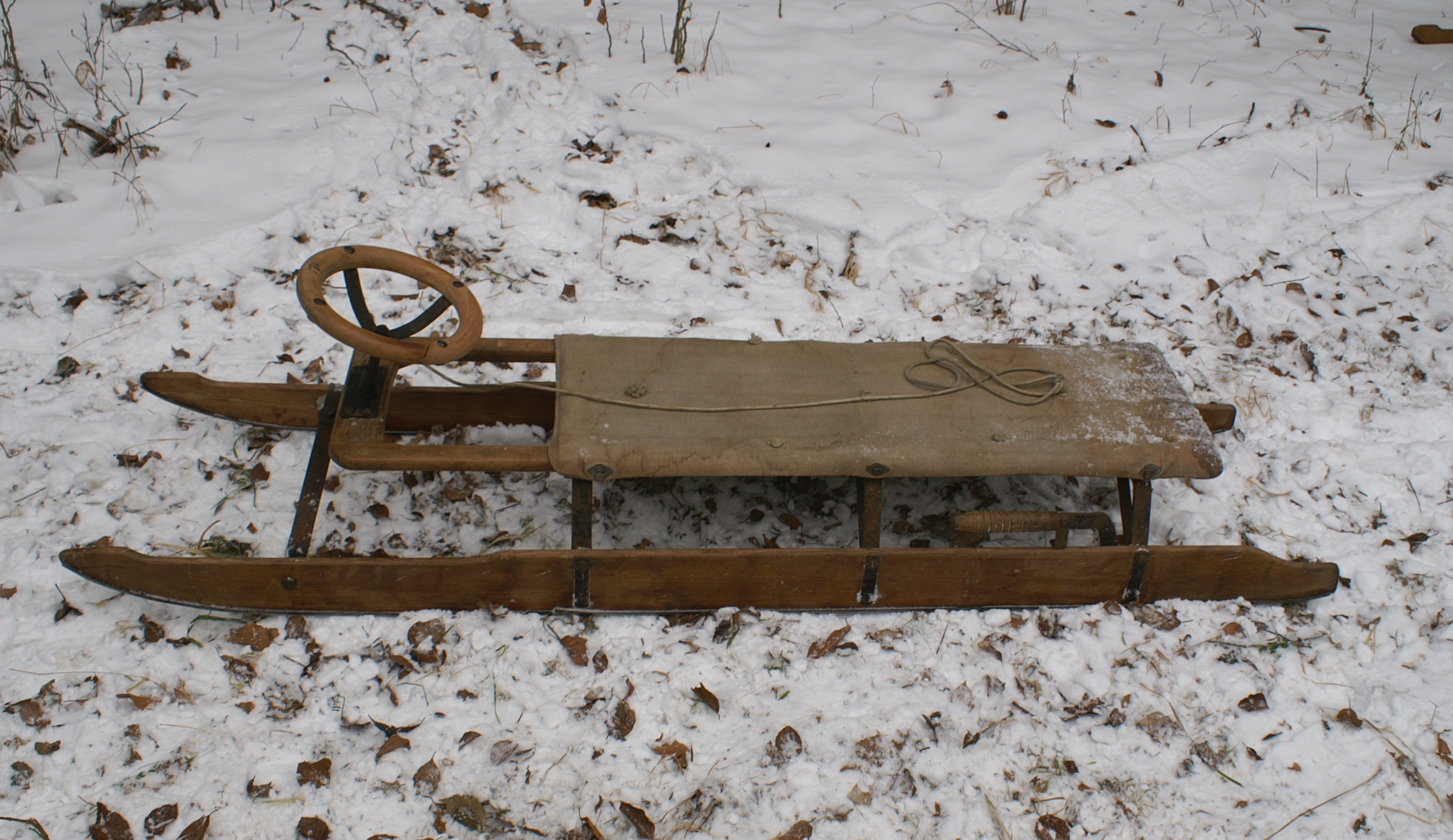
Patenterschlitten, eine historische Besonderheit

#### Schlittenrennen
Einmal jährlich findet in Gerhausen ein weltweit einzigartiges Schlittenrennen statt. Bei dieser als Patenterrennen bekannten Veranstaltung treten Teams aus Lenker und Bremser mit ihren historischen Schlitten gegeneinander an. Laut Patentschrift des Kaiserlichen Patentamtes aus dem Jahr 1911 ist ein Patenter ein lenkbarer Rodelschlitten mit elastischen Kufen, deren Vorderteil beim Lenken seitlich abgebogen wird.

#### Blaubeurer Bardentreff
Der Blaubeurer Bardentreff zieht seit 2018 jährlich im Hochsommer knapp 5000 Besucher in die Stadt am Blautopf.
Etwa 40 Musiker spielen einen Tag lang solistisch oder im Kleinensemble Open Air für das Publikum, verteilt auf etwa drei Bühnen in der historischen Altstadt und einer Hauptbühne im Klosterhof. Veranstalter ist die Stadt Blaubeuren zusammen mit der Organisation Blautöne, die sich für die Austragung des Festivals ehrenamtlich engagiert.
Die Liedermacher und Musiker kommen aus Ulm, Heidenheim, Kirchheim unter Teck und anderen Orten der Region. Folkmusik, Irish Folk, Bluegrass, Pop-Songs, Country-Musik, Indie, Volkslieder, Weltmusik, Lieder in Schwäbischen Dialekten und auch selbst geschriebene Stücke werden im öffentlichen Raum vorgetragen. Bei Regen wird die Veranstaltung in der Regel eine Woche verschoben.
Als Barden (altkeltisch Bardos) bezeichnet man im engeren Sinne Dichter und Sänger des keltischen Kulturkreises. Im weiteren Sinne – wie in Blaubeuren – können auch singende Dichter aus anderen Kulturen oder, in übertragenem Gebrauch, moderne Sänger so genannt werden.

#### Blaubeurer Kulturnacht
Seit 2019 findet in Blaubeuren jährlich im Spätsommer eine Kulturnacht statt. Zwischen 18 und 23 Uhr können die Besucher an vielen Spielorten und von verschiedenen öffentlichen und privaten Kulturträgern in ganz Blaubeuren Ausstellungen, Konzerte, Lesungen und Theatervorführungen besuchen.

## Sonstiges

### Rundfunksender
Auf dem Schillerstein westlich des Teilorts Gerhausen betreibt der SWR den Sender Blaubeuren (Schillerstein), den leistungsschwächsten Rundfunksender in Deutschland.

### Dialekt
Blaubeuren wird auf Schwäbisch Blaobeire ausgesprochen.

## Persönlichkeiten

### Söhne und Töchter der Stadt
- Heinrich Schmid, später Heinrich III. Fabri († 1493), Abt des Klosters; als Ratgeber und Freund Graf Eberhards im Bart Mitbegründer der Eberhard Karls Universität Tübingen
- Johannes Lupfdich (um 1463–1518), Rechtsprofessor in Tübingen, Anwalt und Rat in verschiedenen Diensten
- Laurentius Autenrieth (1483–1549), Abt des Benediktinerklosters Lorch
- Berthold Schauer († vor 1496), Goldschmiedemeister, tätig in Salzburg
- Johann Magenbuch (1487–1546), Stadtphysicus in Nürnberg und Leibarzt
- Johann Conrad Hochstetter (1583–1661), in Gerhausen geborener lutherischer Theologe und Superintendent
- Nathanael Köstlin (1744–1826), evangelischer Theologe und Ehrenprälat in Urach
- Christoph Gottfried Bardili (1761–1808), Philosoph
- Johann Gottlob Veiel (1772–1855), württembergischer Oberamtmann
- Carl Theodor Friedrich von Lang (1801–nach 1882), württembergischer Oberamtmann
- Gottlob Adolf Veiel (1802–1864), Jurist und Landtagsabgeordneter
- Christian Friedrich Wurm (1803–1859), Gymnasialprofessor, Historiker, Autor und Politiker
- Matthäus Hipp (1813–1893), Uhrmacher und Erfinder
- Wilhelm Friedrich von Drescher (1820–1897), württembergischer Oberamtmann
- Gustav Adolph Bockshammer (1824–1882), württembergischer Oberamtmann
- Paul Wurm (1829–1911), evangelischer Pfarrer, Theologe und Publizist
- Karl Kübel (1852–nach 1929), Architekt
- Emil Autenrieth (1867–1941), württembergischer Oberamtmann.
- Heinrich Kniewitz (1889–1948), Landrat im Landkreis Pegnitz
- Gerhard Günther (1889–1976), evangelischer Theologe
- Edgar Zais (1892–1964), Jurist
- Hans Gassebner (1902–1966), Maler und Grafiker
- Wilhelm Schäfer (1902–1979), Politiker (NSDAP), Landrat in Crailsheim
- Kurt Walz (1904–1999), Bauingenieur, Beton-Experte und Manager
- Kurt Nagel (1909–1980), Landrat in Mergentheim
- Alfred Doderer-Winkler (1929–2019), Ingenieur und Unternehmer
- Manfred Boehm (* 1930), Schauspieler
- Otto C. Straub (1930–2021), veterinärmedizinischer Virologe an der Universität Hohenheim
- Otto-Günter Lonhard (1933–2020), Jurist und Heimatforscher
- Hansjörg Weitbrecht (1938–2019), Industrie- und Betriebssoziologe
- Wolfgang Schürle (* 1941), Politiker (CDU), Landrat des Alb-Donau-Kreises
- Ulrich Bauder (* 1944), Chemiker, Physiker und Hochschullehrer
- Immo Eberl (* 1947), Historiker und Hochschullehrer
- Rolf Kappel (1948–2019), Wirtschaftswissenschaftler und Hochschullehrer
- Rainer Schach (* 1951), deutscher Bauingenieur und Professor an der TU Dresden
- Volker Schneider (* 1952), Politikwissenschaftler, Professor für materielle Staatstheorie
- Markus Dentler (* 1953), Theaterschauspieler, Theaterregisseur und Theaterleiter
- Rudolf Hausmann (* 1954), Politiker (SPD), Landtagsabgeordneter
- Rudolf Volz (* 1956), Mathematiker und Autor für Musiktheater
- Daniel Bohnacker (* 1990), Freestyle-Skifahrer
- Marius Fischer (* 1993), Regisseur, Kameramann, Drehbuchautor

### Persönlichkeiten, die in Blaubeuren gewirkt haben
- Karl Philipp Conz (1762–1827), Dichter und Schriftsteller; war Schüler der Klosterschule in Blaubeuren
- Karl Nüßle (1816–1892), Löwenwirt in Blaubeuren, Landtagsabgeordneter
- Wilhelm Dodel (1850–1934), Jurist; von 1892 bis 1913 Oberamtsrichter in Blaubeuren, „schwäbischer Salomo“ genannt
- Hans Reyhing (1882–1961), Lehrer in Blaubeuren und schwäbischer Heimatdichter
- Irmfried Eberl (1910–1948), NS-Euthanasiearzt und erster Leiter des Vernichtungslagers Treblinka und von 1947 bis 1948 Arzt in Blaubeuren-Gerhausen
- Adolf Merckle (1934–2009), Unternehmer, Gründer des pharmazeutischen Unternehmens Ratiopharm
- Joachim Hahn (1942–1997), Prähistoriker, grub zwischen 1974 und 1991 in den Höhlen bei Blaubeuren nach Eiszeitkunst der Schwäbischen Alb, Namensgeber des Gymnasiums
- Georg Hiller (* 1946), ehemaliger Bürgermeister und seit 2002 Ehrenbürger Blaubeurens

### Ehrenbürger von Blaubeuren (Auswahl)
Vierzehn Ehrenbürger hat die Stadt Blaubeuren bisher ernannt:
- 1867 Ferdinand von Steinbeis[26]
- 1968 Gustav Siegloch
- 1971 Karl Spohn
- 1973 Christian Ruopp
- 1978 Karl Zepf
- 1980 Babette Gundlach
- 1994 Ruth und Adolf Merckle
- 2002 Georg Hiller
- 2018 Erich Straub
- 2021 Manfred Daur[27]